# Aloysius Atuegbu
Aloysius Atuegbu (ur. 29 kwietnia 1953 w Dżos, zm. 25 maja 2008) – nigeryjski piłkarz grający na pozycji napastnika. W swojej karierze rozegrał 53 mecze i strzelił 7 goli w reprezentacji Nigerii.

## Kariera klubowa
Swoja karierę piłkarską Atuegbu rozpoczął w klubie Mighty Jets FC. Zadebiutował w nim w 1974 roku i grał w nim do 1975 roku. W 1976 roku przeszedł do Enugu Rangers, w którym grał do 1983 roku, czyli do końca swojej kariery. Wraz z Enugu Rangers wywalczył dwa mistrzostwa Nigerii w sezonach 1981 i 1982 oraz zdobył trzy Puchary Nigerii w sezonach 1976, 1981 i 1983.

## Kariera reprezentacyjna
W reprezentacji Nigerii Atuegbu zadebiutował 14 lipca 1974 roku w wygranym 2:0 towarzyskim meczu z Wybrzeżem Kości Słoniowej, rozegranym w Lagos. W 1976 roku powołano go do kadry na Puchar Narodów Afryki 1976. Zagrał na nim w sześciu meczach: grupowych z Zairem (4:2), z Sudanem (1:0) i z Marokiem (1:3) oraz w fazie finałowej z Gwineą (1:1), z Marokiem (1:2) i z Egiptem (3:2). Z Nigerią zajął 3. miejsce w tym turnieju.
W 1978 roku Atuegbu został powołany do kadry na Puchar Narodów Afryki 1978. Wystąpił w nim w pięciu meczach: grupowych z Górną Woltą (4:2), z Ghaną (1:1) i z Zambią (0:0), w półfinałowym z Ugandą (1:2) i o 3. miejsce z Tunezją (2:0). Z Nigerią ponownie zajął 3. miejsce w Afryce.
W 1980 roku Atuegbu był w kadrze Nigerii na Igrzyska Olimpijskie w Moskwie, a także na Puchar Narodów Afryki 1980. W tym pucharze wystąpił w czterech meczach: grupowych z Tanzanią (3:1) i z Egiptem (1:0), półfinałowym z Marokiem (1:0) i finałowym z Algierią (3:0). Z Nigerią wywalczył mistrzostwo Afryki. W kadrze narodowej grał do 1981 roku. Wystąpił w niej 53 razy i strzelił 7 goli.